# Murstenslav
Murstenslav (Aspicilia moenium) är en lavart som först beskrevs av Vain., och fick sitt nu gällande namn av G. Thor & Timdal. Aspicilia moenium ingår i släktet Aspicilia och familjen Megasporaceae.   Inga underarter finns listade i Catalogue of Life.
I den svenska databasen Dyntaxa används istället namnet Acarospora moenium för samma taxon.  Arten är reproducerande i Sverige.